# Campeonato Profesional 1951
Il Campeonato Profesional 1951 fu la 4ª edizione della massima serie del campionato colombiano di calcio, e fu vinta dal Millonarios.

## Avvenimenti
Terzo anno del cosiddetto El Dorado. Il campionato venne allargato ulteriormente, passando da 16 a 18 partecipanti: le due nuove squadre furono Deportes Quindío e Deportivo Samarios. L'Atlético Municipal mutò denominazione, divenendo Atlético Nacional. Numerosi furono i calciatori del campionato colombiano che avevano preso parte al campionato del mondo 1950: tra essi, anche due campioni del mondo, gli uruguaiani Eusebio Tejera e Schubert Gambetta, entrambi del Cúcuta. La rosa del Deportivo Samarios fu integrata da molti rifugiati ungheresi, mentre quella del Deportes Quindío fu composta in massima parte da giocatori provenienti da Rosario (Argentina). Gyula Zsengellér, ungherese del Deportivo Samarios, realizzò 6 gol nella gara contro l'Universidad Nacional (12-1, vittoria più larga della storia del calcio colombiano), eguagliando il primato di Alfredo Castillo. La firma del "Patto di Lima" appianò parzialmente le divergenze tra DIMAYOR, CSF e FIFA, dando inizio all'esodo di giocatori che porterà alla conclusione, nel 1954, dell'El Dorado.

## Partecipanti
- América de Cali
- Atlético Bucaramanga
- Atlético Nacional
- Boca Juniors de Cali
- Cúcuta Deportivo
- Deportes Caldas
- Deportes Quindío
- Deportivo Cali
- Deportivo Pereira
- Deportivo Samarios
- Huracán de Medellín
- Independiente Medellín
- Atlético Junior
- Millonarios
- Once Deportivo
- Santa Fe
- Sporting Barranquilla
- U. Nacional de Colombia

## Classifica finale
|                     | Pos. | Squadra                 | Pt | G  | V  | N  | P  | GF  | GS  | DR  |
| ------------------- | ---- | ----------------------- | -- | -- | -- | -- | -- | --- | --- | --- |
| Colombia (bandiera) | 1.   | Millonarios             | 60 | 34 | 28 | 4  | 2  | 98  | 29  | +69 |
|                     | 2.   | Boca Juniors de Cali    | 49 | 34 | 22 | 5  | 7  | 110 | 55  | +55 |
|                     | 3.   | Cúcuta Deportivo        | 48 | 34 | 21 | 6  | 7  | 93  | 56  | +37 |
|                     | 4.   | Deportivo Cali          | 48 | 34 | 19 | 10 | 5  | 82  | 46  | +36 |
|                     | 5.   | Deportes Quindío        | 39 | 34 | 15 | 9  | 10 | 70  | 62  | +8  |
|                     | 6.   | Santa Fe                | 37 | 34 | 14 | 9  | 11 | 90  | 75  | +15 |
|                     | 7.   | Sporting Barranquilla   | 37 | 34 | 14 | 9  | 11 | 77  | 72  | +5  |
|                     | 8.   | Atlético Junior         | 36 | 34 | 14 | 8  | 12 | 66  | 58  | +8  |
|                     | 9.   | Once Deportivo          | 35 | 34 | 14 | 7  | 13 | 72  | 66  | +6  |
|                     | 10.  | Deportes Caldas         | 34 | 34 | 14 | 6  | 14 | 77  | 74  | +3  |
|                     | 11.  | Deportivo Pereira       | 34 | 34 | 12 | 10 | 12 | 66  | 67  | -1  |
|                     | 12.  | Atlético Bucaramanga    | 34 | 34 | 14 | 6  | 14 | 55  | 60  | -5  |
|                     | 13.  | América de Cali         | 29 | 34 | 11 | 7  | 16 | 66  | 76  | -10 |
|                     | 14.  | Deportivo Samarios      | 27 | 34 | 10 | 7  | 17 | 63  | 68  | -5  |
|                     | 15.  | Atlético Nacional       | 23 | 34 | 7  | 9  | 18 | 54  | 96  | -42 |
|                     | 16.  | Independiente Medellín  | 19 | 34 | 6  | 7  | 21 | 51  | 92  | -41 |
|                     | 17.  | U. Nacional de Colombia | 14 | 34 | 5  | 4  | 25 | 48  | 126 | -78 |
|                     | 18.  | Huracán de Medellín     | 9  | 34 | 2  | 5  | 27 | 33  | 93  | -60 |

Legenda:
         Campione di Colombia 1951
Note:
Due punti a vittoria, uno a pareggio, zero a sconfitta.

## Statistiche

### Primati stagionali
Record
- Maggior numero di vittorie: Millonarios (28)
- Minor numero di sconfitte: Millonarios (2)
- Miglior attacco: Boca Juniors (110 reti fatte)
- Miglior difesa: Millonarios (29 reti subite)
- Miglior differenza reti: Millonarios (+69)
- Maggior numero di pareggi: Deportivo Cali, Deportivo Pereira (10)
- Minor numero di vittorie: Huracán (2)
- Maggior numero di sconfitte: Huracán (27)
- Peggiore attacco: Huracán (33 reti fatte)
- Peggior difesa: Universidad Nacional (126 reti subite)
- Peggior differenza reti: Universidad Nacional (-78)
- Partita con più reti: Deportivo Samarios-Universidad Nacional 12-1
- Miglior sequenza di partite utili: Millonarios[1] (21 gare)

### Classifica marcatori
| Gol |  |  | Giocatore          | Squadra              |
| --- |  |  | ------------------ | -------------------- |
| 31  |  |  | Alfredo Di Stéfano | Millonarios          |
| 30  |  |  | Julio Ávila        | Deportes Caldas      |
| 28  |  |  | Antonio Báez       | Millonarios          |
| 26  |  |  | Alejandro Genes    | Boca Juniors de Cali |
| 23  |  |  | Ángel Berni        | Boca Juniors de Cali |
| 22  |  |  | Bibiano Zapirain   | Cúcuta Deportivo     |
| 22  |  |  | Elger Alarcón      | Deportes Quindío     |
| 21  |  |  | Fernando Walter    | Deportivo Cali       |